# Kreatin
Kreatin är ett ämne som hjälper till att omvandla lagrad energi till rörelseenergi. Ämnet förekommer naturligt i kroppen och går att hitta i livsmedel som till exempel kött och fisk. Kreatin kan även konsumeras som kosttillskott. 
Med normal kosthållning bildar människokroppen cirka 1–2 gram kreatin per dag, men då ämnet  också kan tas som kosttillskott kan halterna bli avsevärt högre vilket kan leda till hälsoproblem i kroppen. Därför är det bättre att hålla en bra kreatinbalans i kroppen.

## Biosyntes
Kreatin är en kvävehaltig organisk syra bestående av den kemiska kombination av tre aminosyror, arginin, glycin och metionin. Syntesen sker i två steg med hjälp av enzymerna amidinotransferas, metyltransferas. Det kan sedan reagerara vidare i olika tredje steg, där det genom fosforylering via ATP bildar kreatinfosfat (CrP).  
I det första steget reagerar arginin och glycin under amidinotransferas till att bilda ornitin och guanidinoacetat. Ornitinet avgår medan guanidinoacetat fortsätter processen.
I det andra steget metyleras guanidinoacetat av enzymet metyltransferas, som tillsammans med kosubstratet S-Adenosylmetionin för över metylgruppen från metionin. Detta ger kreatin och en s-adenosylhomocysteinmolekyl.
I det tredje steget fosforyleras kreatin av någon form av isoenzymerna kreatinkinas. Vilken form av kreatinkinas beror på i vilken vävnad processen sker. Detta steg är reversibelt och kreatinfosfat uppnår en jämvikt med kreatin.

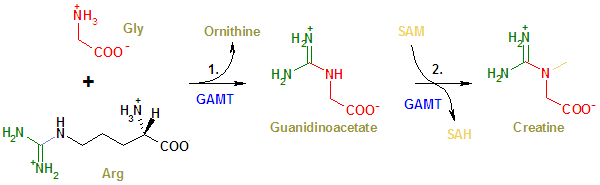
Biosyntes av kreatin.

## Funktion i kroppen
Kreatin finns i höga halter i vävnader med hög och oregelbunden energiförbrukning, främst hjärt- och skelettmuskulatur samt grå hjärnsubstans. Det är där de omvandlas till kreatinfosfat som sedan agerar extraenergi vid hög belastning. Detta genom att avge den fosfatgrupp som fästs och gjort återbilda ATP på plats i cellen, en process som går mycket snabbare än nyproduktion av ATP via oxidativ fosforylering. Detta gör att kreatinfosfat kan agera nödreserv för energiförbrukande celler, som kan prestera på maxnivå en kort stund extra, trots att det redan existerande lagret av ATP är slut och ingen ny ATP hunnit bildas.

## Användningsområden
Kosttillskott
När kreatin intas som kosttillskott i samband med styrketräning har det i studier visat sig öka både muskeltillväxten och styrkeutvecklingen hos försökspersonerna jämfört med de som fått placebo. Som kosttillskott säljs det främst i den kemiska formen kreatinmonohydrat – ett vitt, kristallint pulver med måttlig vattenlöslighet. Ämnet omvandlas i kroppen till den aktiva formen kreatinfosfat och utövar sin effekt främst i musklerna, genom att donera fosfatgruppen till ADP-molekylen, så att nytt ATP kan bildas. ATP är den universella energidonatorn, som används för att driva annars omöjliga reaktioner i alla kända nu levande organismer. 
Eftersom kreatin inte förändrar det hormonella systemet eller andra fysiologiska system (t.ex. blodet) är det inte dopingklassat.
Diagnostiskt verktyg
Det kreatinkinas som finns i hjärtat frigörs i blodet vid skada på hjärtmuskelceller. Det frisätts i blodet cirka två timmar efter skadan och når toppnivå mellan tolv och trettiosex timmar. Det kan därför användas som diagnosverktyg för att avgöra när en infarkt skett. Vidare kan det kreatinin som bildas när kreatin bryts ner i kroppen och sedan utsöndras via urinen användas för att mäta njurfunktion.